# タッチ (イラストムック本)
イラスト上達マガジン touchは晋遊舎から発行されているイラストムック本である。2010年2月1日創刊。

## 概要
「人気絵師から学ぶデジ絵テクニック」と題してデジタルイラストのメイキングおよび技法を紹介する冊子である。プロのイラストレーターのメイキングからアマチュアのイラストレーターのメイキングまで幅広く掲載している。
シーズン毎に発刊され、年間で4冊発刊されている。2012年11月現在で9冊発刊されている。

## 主な特集

### Vol.1
塗りを極める!!／絵師の今昔／ブンガク絵／その他

### Vol.2
デジ絵上達理論／プロの仕事／大好き!擬人化!／その他

### Vol.3
WORLD WIDE ILLUSTRATION／Professional Works／デジタルde同人誌Q&A／その他

### Vol.4
WORLD WIDE ILLUSTRATION／プロの仕事／絵師の今昔／その他

### Vol.5
プロの仕事／WORLD WIDE ILLUSTRATION／絵師の今昔／その他

### Vol.6
物語の始まり／男子絵描こうよ！／秋／その他

### Vol.7
WORLD WIDE ILLUSTRATION／Mechanical Girl／Monster／その他

### Vol.8
イラストレーターのこだわり／デジタルコミックのつくりかた／春Meets女子／その他

### Vol.9
プロの仕事／「Ib」／Girl With Wepon／その他